# HD125924
HD125924 — хімічно пекулярна зоря спектрального класу
B5 й має видиму зоряну величину в смузі V приблизно  9,7.

## Пекулярний хімічний склад
Зоряна атмосфера HD125924 має підвищений вміст 
He
.